# 管野滋樹
管野 滋樹（かんの しげき）は日本のオペラ歌手（バリトン）

## 経歴
3歳よりピアノとソルフェージュを学ぶ。1980年、東京音楽大学付属高等学校を卒業。1984年、東京音楽大学声楽科を優等賞で卒業。イタリア・シエーナ音楽アカデミー（キジアーナ音楽院）修了。ジョルジョ・ファヴァレットに師事。
1986年、東京音楽大学研究生課程修了。その後はミラノ音楽院およびパリ・エコールノルマル音楽院に留学して研鑽を積んだ。カミーユ・モラーヌCamille Mauraneやピエール・ミランダ・フェッラーロPier Miranda Ferraroなどの歌手に師事して声楽を学ぶとともに、英国グラインドボーン・オペラのピアニスト、ロゼッタ・エッリに師事してオペラ・スコアを学んだ。
1986～88年までパリ、1988～1995年までミラノを拠点として、イタリア、フランス等で数多くのオペラ、コンサートに出演する。
2005年には、シンガポールのヴィクトリア・コンサートホールでの「第二次世界大戦終結60年記念平和コンサート」のソリストに招かれ成功をおさめる。
これまでにモーツァルト「コジ・ファン・トゥッテ」グリエルモ役、ロッシーニ「セビリアの理髪師」フィガロ役、プッチーニ「ラ・ボエーム」マルチェッロ役、ビゼー「真珠採り」ズルガ役、ヴェルディ「ドン・カルロ」ロドリーゴ役など数多くのバリトンの主役を演じている。

## 日本での活動
1994年には日本デビュー・リサイタルを開催し、現在まで数多くのリサイタルや海外の著名な歌手とのジョイントリサイタルに出演して高い評価を得ている。
- 2006年10月：東京で「4人のアジアのオペラ歌手によるオペラコンサート/共演:Armando Chin Yong 他」に出演して成功をおさめる。
- 2007年10月：母校の創立60周年を記念して、中学生のためのオペラコンサートを開催。生徒のほかに一般市民、音楽関係者らにも公開された。
- 2008年：東京のライブハウスで「管野滋樹オペラ・ライブ2008/SHIGEKI KANNO,Super Baritone!Opera Live」を開催。これは、日頃オペラにあまり馴染みのない若い聴衆を対象に、気軽にオペラコンサートを楽しんでもらうというコンセプトで企画された。